# Паасонен, Аладар
Аладар Паасонен полное имя — Аладар Антеро Золтан Бела Дьюла Арпад Паасонен (фин. Aladár Paasonen; 11 декабря 1898, Будапешт, Австро-Венгрия — 6 июля 1974, Флауртаун, Пенсильвания, США) — финский офицером, полковник, начальник разведки Сил обороны Финляндии в годы Советско-финской войны (1941—1944), затем служил в спецслужбах Франции и ЦРУ.

## Биография
Родился  в семье финского профессора лингвистики Хейкки Паасонена и его венгерской жены Мариски Паскай де Паласти.
Участник Гражданской войне в Финляндии, белофинн. В 1920 году произведен в лейтенанты. В 1921-1922 годах учился в Высшей военной школе (École Supérieure de Guerre), где среди его одноклассников был Шарль де Голль. Учился год в военной академии Сен-Сир. В сентябре 1924 года с отличием окончил Французскую военную академию, а после возвращения на родину служил офицером в Международном отделе Генерального штаба и в Оперативном отделе.
В 1923 году получил звание капитана, в 1926 году — майора, в 1929 году — стал подполковником. С 1931 по 1933 год  служил военным атташе Финляндии в СССР , с 1933 года — в Берлине. Вернувшись в начале 1934 года в Финляндию, служил начальником оперативного отдела в штабе армейского корпуса, где планировал использование войск охраны на Карельском перешейке. В январе 1936 года был назначен заместителем директора Военного училища и старшим преподавателем по тактике.
В 1937 году получил звание полковника и был назначен старшим адъютантом президента Кюёст Каллио.
Входил в состав финской делегации в Москве на переговорах перед Зимней войной. Во время Зимней войны находился в Париже с миссией по закупке оружия и снаряжения для Сил обороны Финляндии.
Во время Советско-финской войны (1941—1944) командовал полком на Карельском перешейке и в Восточной Карелии, пока в 1942 году не был назначен начальником разведки Сил обороны Финляндии. Работал в военном штабе в качестве одного из ближайших помощников маршала Маннергейма.
В 1944 году участвовал в подготовке и проведении операции Stella Polaris и Кейс для оружия. Паасонен ушел с действительной военной службы в июне 1945 года и по настоянию Маннергейма покинул страну и  перебрался в Швецию, где был завербован французскими спецслужбами, а позже и ЦРУ, работал на них в Западной Европе. Во Франции Шарль де Голль взял своего бывшего однокашника и соратника на службу во французскую стратегическую разведку. Паасонен пару лет служил во французской оккупационной зоне в Германии.
В конце 1950-х годов  жил во Франкфурте (ФРГ). В 1948–1952 годах помогал маршалу Маннергейму в написании мемуаров в Швейцарии. В 1963 году вышел на пенсию и эмигрировал в Соединённые Штаты, жил там до своей смерти в 1974 году.
Умер от рака костного мозга.
Похоронен на кладбище Хиетаниеми в Хельсинки, Финляндия.